# Karshomyia pusilla
Karshomyia pusilla är en tvåvingeart som beskrevs av Fedotova 2006. Karshomyia pusilla ingår i släktet Karshomyia och familjen gallmyggor. Inga underarter finns listade i Catalogue of Life.